# Parafia św. Marcina w Żoniu
Parafia Świętego Marcina w Żoniu – rzymskokatolicka parafia należąca do dekanatu wągrowieckiego. Erygowana w XI/XII wieku.

## Dokumenty
Księgi metrykalne: 
- ochrzczonych od 1926 roku
- małżeństw od 1949 roku
- zmarłych od 1949 roku